# Red Lake (CDP, Minnesota)
 (avril 2025).
Pour les articles homonymes, voir Red Lake.
Red Lake est une census-designated place située dans le comté de Beltrami, dans l’État du Minnesota, aux États-Unis. Lors du recensement de 2020, elle comptait 1 786 habitants.